# Jeanni Metzler
Jeanni Metzler (Johannesburgo, 17 de febrero de 1992) es una deportista sudafricana que compite en triatlón. Ganó una medalla de plata en el Campeonato Mundial de Ironman 70.3 de 2021.

## Palmarés internacional
| Campeonato Mundial | Campeonato Mundial          | Campeonato Mundial | Campeonato Mundial |
| Año                | Lugar                       | Medalla            | Prueba             |
| ------------------ | --------------------------- | ------------------ | ------------------ |
| 2021               | St. George (Estados Unidos) | Medalla de plata   | Individual         |